# خامون خامون

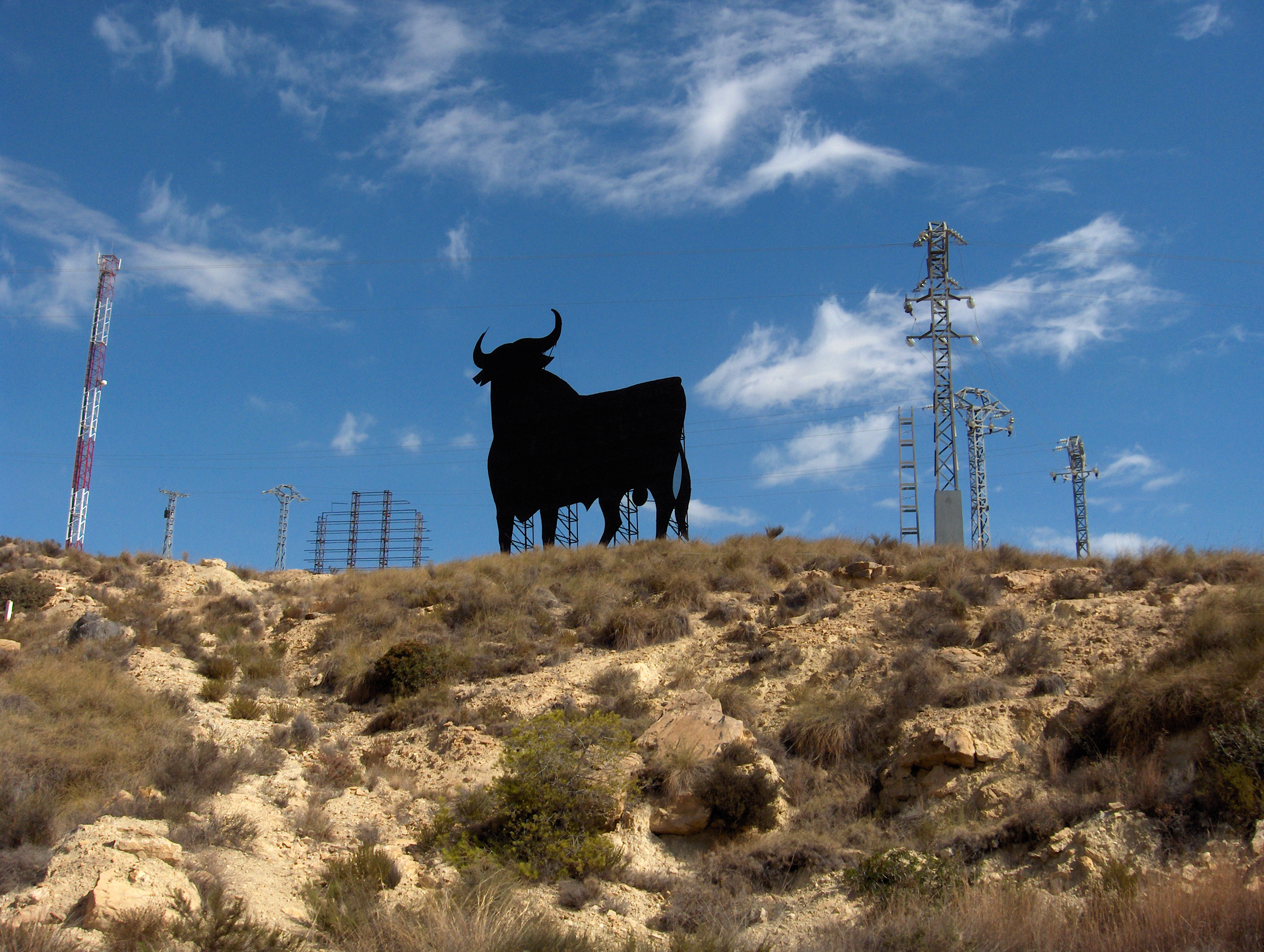
سیلویا و خوزه لوئیس در زیر یکی از سازه‌های گاو آزبرن که به عنوان نماد کشور اسپانیا در نقاط مختلف این کشور وجود دارد عشق‌بازی می‌کنند. در صحنه‌ای خوزه لوئیس خشمگین از سازه بالا رفته و بیضه گاو را از جا کنده و آن را «اخته» می‌کند.

خامون خامون (به اسپانیایی: Jamón Jamón) فیلمی اسپانیایی محصول سال ۱۹۹۲ در سبک درام است که بیگاس لونا آن را کارگردانی کرده‌است.
در این فیلم خاویر باردم، پنلوپه کروز، و جوردی مویا ایفای نقش می‌کنند و محور داستان آن حول دختر جوانی به نام «سیلویا» می‌گردد که پنلوپه کروز نقش او را بازی می‌کند.
به نوشته شرکت بریتانیایی توزیع‌کننده فیلم، لاوفیلم، در ژامبون ژامبون «انرژی جنسی و روابط پرپیچ‌وخم رمانتیک موج می‌زند.»
موضوع فیلم به‌طور تمثیلی به وضعیت کشور اسپانیا اشاره دارد و کارگردان در این فیلم از بازی با کلمات و جناسهای ادبی استفاده کرده‌است. این فیلم، کنار هم قرار گرفتن قدیم و جدید در اسپانیا و بسیاری از تضادهای احساسی دیگر ازجمله حس جنسی و ذائقه‌های غذایی را با شور و شوق به تصویر می‌کشد.
پنلوپه کروز اولین کار بازیگری جدی خود را در ۱۸ سالگی با ایفای نقش در فیلم خامون خامون انجام داد. مجله پیپل یادآور شده‌است که پس از حضور بدون لباس بالاتنه کروز در این فیلم او به یکی از نمادهای اصلی سکس بدل گشت. اگرچه کروز در سال ۱۹۹۹ در مصاحبه با لس‌آنجلس دیلی نیوز در اینباره گفت که: «بخش فوق‌العاده‌ای بود، اما من برای برهنگی آماده نبودم. هرچند من از این بابت پیشمان نیستم چرا که می‌خواستم این کار [بازیگری] را شروع کنم و این زندگیم را تغییر داد.»
خامون خامون حجم گسترده‌ای از نقدهای مثبت را بدست آورد، به‌طور مثال کریس هیکس از دیزرت نیوز بازی کروز در نقش سیلویا را دلربا توصیف کرد. نویسنده شیکاگو سان-تایمز، راجر ایبرت نوشت: «بازیگران اصلی [فیلم] از جذابیت فیزیکی قابل توجهی برخوردار بودند، بخصوص پنلوپه کروز در نقش سیلویا.» کروز برای ایفای نقش در این فیلم نامزد دریافت جایزه بازیگر تازه‌کار اتحادیه بازیگران اسپانیا و جایزه گویا بهترین بازیگر نقش زن شد.

## داستان
سیلویا (پنلوپی کروز)، دختری جوان و زیبا، در یک کارخانه تولید لباس زیر که خانواده جوانی به نام «خوزه لوئیس» (ژوردی مولا) صاحب آن هستند برای کارگران املت درست می‌کند. سیلویا که قاعدگی او دو دوره دیر شده‌است خبر حامله بودن خود را به خوزه می‌دهد و نگران واکنش منفی اوست. خوزه لوئیس اما با اظهار عشق به سیلویا از او می‌خواهد تا بچه را نگه داشته و با او ازدواج کند. خوزه حتی حلقه فلزی یک بطری نوشابه را که بر روی زمین پیدا کرده از خاک برداشته و به‌طور نمادین به انگشت سیلویا می‌کند و سیلویا در صحنه‌های مختلف بعد از آن بارها به این حلقه نمادین و احساس پشت آن عشق می‌ورزد.
مادر خوزه اما، با این ازدواج مخالف است و خوزه در توضیح این عشق برای مادر مغرور و دسیسه‌باز خود، کونچیتا، موفق نیست. زمانی که شوهر کونچیتا از دخالت در امور ازدواج خوزه لوئیس سر باز می‌زند، کونچیتا تصمیم می‌گیرد تا سررشته امور این کار را خود بدست بگیرد. کونچیتا برای ایجاد مانع در راه ازدواج پسرش به جوانی خوش‌اندام به نام رائول (خاویر باردم) روی می‌آورد. رائول یک مدل لباس زیر است که برای کارخانه خانواده خوزه لوئیس کار می‌کند و مادر خوزه از رائول می‌خواهد تا از طریق جذب سیلویا به خود مانع از ازدواج سیلویا با خوزه بشود.

رائول در چندین مورد تلاش‌هایی پرانرژی برای ایجاد رابطه با سیلویا می‌کند اما سیلویا هم‌چنان وفادار به خوزه است و در این روند، رائول احساساتی واقعی به سیلویا پیدا کرده و عاشق او می‌شود. در این میان کونچیتا هم که خود، رائول را برای این کار فرستاده بود، رائول را برای خود می‌خواهد و برای جلب او به هم‌خوابگی با خود به او وعده‌های مالی بیشتر می‌دهد. رائول تسلیم این وعده‌ها می‌شود و در ازای این هم‌خوابگی‌ها یک موتورسیکلت یاماها اف‌زدآر۶۰۰ از کونچیتا هدیه می‌گیرد.
در این اثنا، طولانی شدن تصمیم‌گیری خوزه لوئیس در این مورد که آیا باید سریعاً با سیلویا ازدواج کند یا این‌که منتظر تأیید مادر خود بماند باعث می‌شود که سیلویا رفته‌رفته نسبت به او سرد شده و از نظر احساسی به سوی مردی «قاطع» مثل رائول کشیده شود. سیلویا کم‌کم گارد خود علیه رائول را رو به پایین می‌آورد. در این میان کونچیتا که رائول را برای خود می‌خواهد از ایجاد عشق و رابطه بین سیلویا و رائول به نگرانی می‌افتد. خوزه لوئیس نیز که از علاقه ایجادشده بین سیلویا و رائول باخبر شده به سیلویا تجاوز می‌کند و قول می‌دهد تا رائول را بکشد.
صحنه‌های پایانی فیلم با صحنه زدوخورد مرگ و زندگی خوزه و رائول رقم خورده‌است. خوزه لوئیس که رائول را در حال هم‌بستری با کونچیتا می‌بیند با تکه سنگینی از گوشت دودداده ران خوک (ژامبون) به رائول حمله می‌کند و رائول نیز ژامبون‌به‌دست از خود دفاع می‌کند. در جریان این دعوا، سرانجام خوزه به‌دست رائول کشته می‌شود و در همان حالی کونچیتا و رائول به عزای خوزه نشسته‌اند سیلویا و پدر خوزه و هم‌چنین مادر سیلویا هم از راه می‌رسند. صحنه پایانی فیلم صحنه سوگواری خاموش همه آن‌ها در کنار هم در دشتی خشک است که پیچیدگی موضوع غرایز اولیه، عهدشکنی، و ثمرات ویرانگر عدم برقراری توازن در این زمینه را تداعی می‌کند.

## دانستنی‌ها
- نام فیلم معنایی دوپهلو دارد. این نام در وهله اول به یک بازی کودکان اسپانیایی با کلمات اشاره دارد که با تکرار واژه «مونخا، مونخا، مونخا …» ("monja, monja, monja..." به معنای «راهبه»، «راهبه» ...) به صورت خامون، خامون، خامون … (ژامبون، ژامبون …) درمی‌آید.

و هم‌چنین در صحنه‌ای از فیلم، خوزه می‌گوید که سینه‌های سیلویا طعم ژامبون را برای او تداعی می‌کند.
- فیلم در منطقه بیابانی مونگروس[۷] در ساراگوسا فیلم‌برداری شده‌است.
- بیگاس لونا به خاطر کارگردانی این فیلم از جشنواره ۱۹۹۲ فیلم ونیز جایزه شیر نقره‌ای دریافت کرد.
- استعاره‌های خوراکی در این فیلم هم‌چون خوردن مکرر سیر خام، گوشت ران خوک، و هم‌چنین استعاره‌های دیگری چون گاوبازی برهنه رائول در شب نمادهایی از «گرسنگی» شخصیت‌های داستان برای برآوردن غرایز و تجربه هیجان بیشتر ارزیابی می‌شود.